# Horns
Horns är en amerikansk fantasy skräckfilm från 2013 regisserad av Alexandre Aja, löst baserad på Joe Hills roman med samma namn. 

## Handling
Ignatius "Ig" Perrish (Daniel Radcliffe) är en man som anklagas för att ha våldtagit och mördat sin flickvän Merrin Williams (Juno Temple) och använder sina nyupptäckta paranormala förmågor att avslöja den verkliga mördaren.

## Roller
- Daniel Radcliffe - Ignatius "Ig" Perrish
- Max Minghella - Lee Tourneau
- Joe Anderson - Terry Perrish
- Juno Temple - Merrin Williams
- Sabrina Carpenter - young Merrin
- Kelli Garner - Glenna
- Laine MacNeil - young Glenna
- James Remar - Derrick Perrish
- Kathleen Quinlan - Lydia Perrish
- Heather Graham - Veronica, The Waitress
- David Morse - Dale Williams
- Alex Zahara - Dr. Renald
- Kendra Anderson - Delilah
- Michael Adamthwaite - Eric Hannity
- Erik McNamee - young Eric
- Desiree Zurowski - Radio reporter